# Солоницька сільська рада
Солоницька сільська рада — колишній орган місцевого самоврядування у Козельщинському районі Полтавської області з центром у селі Солониця.

## Населені пункти
Сільраді були підпорядковані населені пункти:
- c. Солониця
- с. Верхня Жужманівка
- с. Павлики
- с. Нижня Жужманівка
- с. Шевченки